# Ranunculus muricatus
Ranunculus muricatus là một loài thực vật có hoa trong họ Mao lương. Loài này được L. miêu tả khoa học đầu tiên năm 1753.